# Купер, Гэри
Гэ́ри Ку́пер (англ. Gary Cooper, при рождении Фрэнк Джеймс Ку́пер Frank James Cooper, 7 мая 1901 г., Хелена — 13 мая 1961 г., Лос-Анджелес) — американский киноактёр. Одна из ключевых звёзд американского кино от заката эры немого кинематографа до конца «Золотого века Голливуда». Известен естественной, убедительной и сдержанной актёрской игрой. Его профессиональная биография включала роли в большинстве основных жанров кино (которые больше всего были популярны в его времена). Способность воспроизводить свою индивидуальность в героях картин способствовала естественному и аутентичному появлению на экране. Персонажи, роли которых он играл на протяжении всей своей профессиональной карьеры, представляли идеального американского героя. За 35 лет работы появился в главной роли в 84 фильмах.
Карьеру начал в качестве статиста и каскадёра, но вскоре получил роли в кино. Впервые стал известен как герой немых фильмов жанра вестерн. В 1929 году, после премьеры своего первого звукового фильма «Вирджинец», получил статус кинозвезды. В начале 1930-х годов расширил диапазон своих образов с помощью более осторожных персонажей в приключенческих фильмах и драмах, таких как «Прощай, оружие» (1932) и «Жизнь Бенгальского улана» (1935). В разгар карьеры сыграл героя нового типа — защитника рядового гражданина, как в лентах «Мистер Дидс переезжает в город» (1936), «Познакомьтесь с Джоном Доу» (1941), «Сержант Йорк» (1941), «Гордость янки» (1942) и «По ком звонит колокол» (1943).
В послевоенные годы играл более зрелых персонажей (что очень понравилось зрителям), часто находящихся в конфликте с окружающим миром, как в «Источнике» (1949) и «Ровно в полдень» (1952). В последних фильмах играл ненасильственных персонажей, стремящихся к искуплению, например, «Дружеское увещевание» (1956) и «Человек с Запада» (1958).

## Молодость

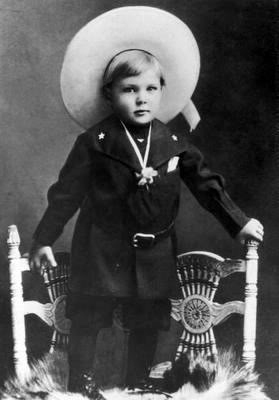
Двухлетний Купер в костюме ковбоя, 1903

Фрэнк Джеймс Купер родился 7 мая 1901 года в Хелене, штат Монтана, в семье английских иммигрантов Чарльза Генри Купера (1865—1946) и Алисы (урождённой Брэйзиер, 1873—1967). Его отец приехал из Хоутон-Реджиса в Бедфордшире и был влиятельным юристом, владельцем ранчо и судьёй Верховного суда штата Монтана. Мать эмигрировала из Джиллингема в графстве Кент и в Монтане заключила брак с Чарльзом. В 1906 году Чарльз купил скотоводческое ранчо Seven Bar-Nine площадью 600 акров (240 га), примерно в 80 км к северу от Хелены, недалеко от города Крейг на реке Миссури. Фрэнк и его старший брат Артур проводили там каникулы, обучаясь верховой езде, охоте и рыбалке. В апреле 1908 года в результате прорыва дамбы озера Хаузер вода частично затопила землю Куперов, которым удалось вовремя эвакуироваться с места катастрофы. Фрэнк посещал Central Grade School в Хелене.
Летом 1909 года Алиса, желая, чтобы её сыновья получили английское образование, отвезла их в Англию, где они были зачислены в Dunstable Grammar School в Бедфордшире. Купер и его брат жили с родственниками отца в их родовом доме в Хоутон-Реджисе. Купер посещал уроки латыни, французского языка и английской истории до 1912 года. Несмотря на адаптацию к дисциплине английских школ и приобретение необходимых социальных навыков, он так и не смог принять жёсткую школьную структуру и формальные белые воротнички, которые был вынужден носить. Купер был крещён 3 декабря 1911 года в англиканской церкви Всех Святых в Хоутон-Реджисе. Мать Купера сопровождала своих сыновей обратно в Соединённые Штаты в августе 1912 года, и Купер возобновил своё образование в Johnson Grammar School в Хелене.
В возрасте 15 лет Купер попал в автомобильную аварию, в которой получил травму бедра. На время реабилитации отправился на ранчо Seven-Bar-Nine, где по рекомендации врача катался на лошади. Неправильное лечение привело к характерной жёсткой, неуравновешенной ходьбе и слегка кривому стилю езды. После двух лет обучения в Helena High School покинул школу и вернулся на семейное ранчо, чтобы помочь с разведением 500 голов крупного рогатого скота и работать ковбоем на полную ставку. В 1919 году, благодаря участию своего отца, Купер получил возможность окончить среднее образование в Gallatin County High School в Бозмене. Ида Дэвис, которая была учителем английского языка, убедила его сосредоточиться на обучении, вступить в школьный дискуссионный клуб и увлечься драматическим искусством. Позже родители Купера признавали, что она внесла значительный вклад в окончание школы их сыном. Фрэнк подтвердил это, сказав, что она частично ответственна за то, что я бросил работу ковбоем и поступил в колледж.

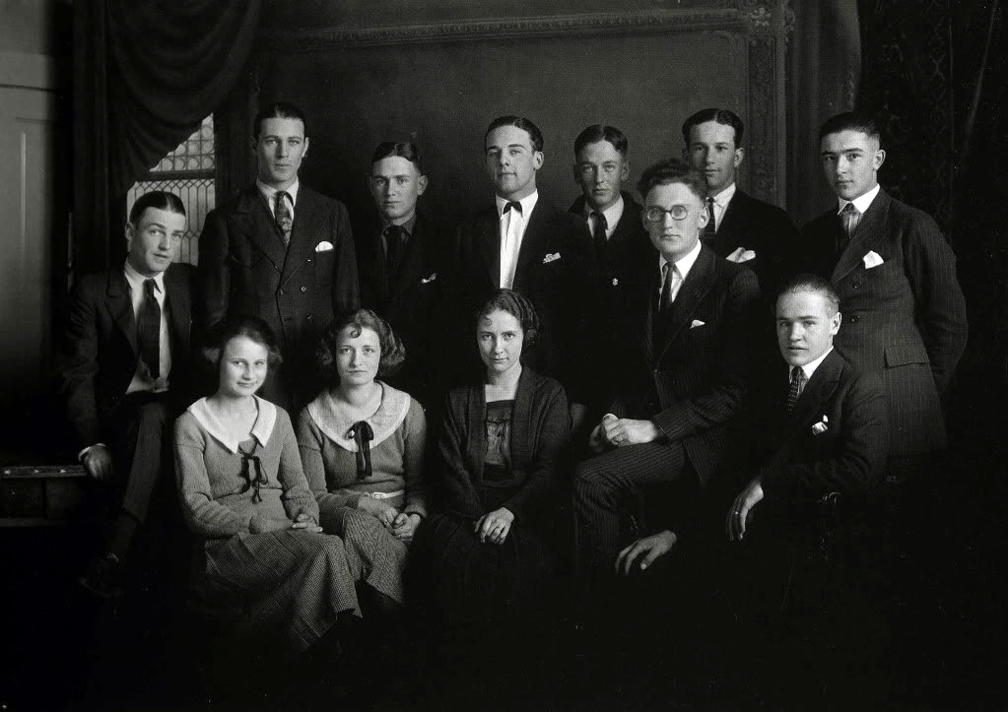
Купер в Grinnell College (верхний ряд, второй слева), 1922

В 1920 году, всё ещё посещая среднюю школу, Купер записался на три курса по живописи и рисунку в Montana Agricultural College в Бозмене. Его интерес к этой теме начался с вдохновения от работ Чарльза Мариона Рассела и Фредерика Ремингтона. В частности, Купер восхищался и изучал картину Lewis and Clark Meeting the Flathead Indians (1910) кисти Рассела, висящую в Законодательном собрании штата Монтана в Хелене. В 1922 году он поступил в Grinnell College в Айове, чтобы продолжить образование в области живописи. Несмотря на хорошую успеваемость по большинству предметов, он не был принят в школьный драматический клуб. Его рисунки и акварель были выставлены в общежитии, а сам он был избран редактором университетского фотоальбома выпускников. Во время каникул 1922 и 1923 годов Купер работал гидом и водителем жёлтых автобусов в Йеллоустонском национальном парке. Несмотря на многообещающие первые 18 месяцев в Grinnell College, в феврале 1924 года Фрэнк внезапно бросил школу и на месяц переехал в Чикаго. Там он искал работу, связанную с живописью, но в конце концов вернулся в Хелену, где создавал и продавал рисунки местной газете «Independent».
Осенью 1924 года Чарльз Купер покинул пост судьи Верховного суда Монтаны и вместе с женой переехал в Лос-Анджелес, чтобы управлять имуществом двух родственников. По просьбе отца Фрэнк присоединился к родителям в День благодарения 27 ноября 1924 года. Через несколько недель, после череды бесперспективных занятий, он встретил двух друзей из Монтаны, Джима Галина и Джима Каллоуэя, статистов и каскадёров в малобюджетных вестернах для небольших студий с Гауэр-стрит. Они познакомили его с другим ковбоем из Монтаны, чемпионом по родео Джеем «Слимом» Тэлботом. Тэлбот пригласил Купера встретиться с менеджером по кастингу, который предложил ему работу. Поскольку будущий актёр хотел собрать деньги для покрытия расходов на расширенный курс живописи, то решил попробовать свои силы в качестве статиста с оплатой 5 долларов в день и каскадёра за двойную ставку.

## Карьера

### Немой кинематограф (1925—1928)

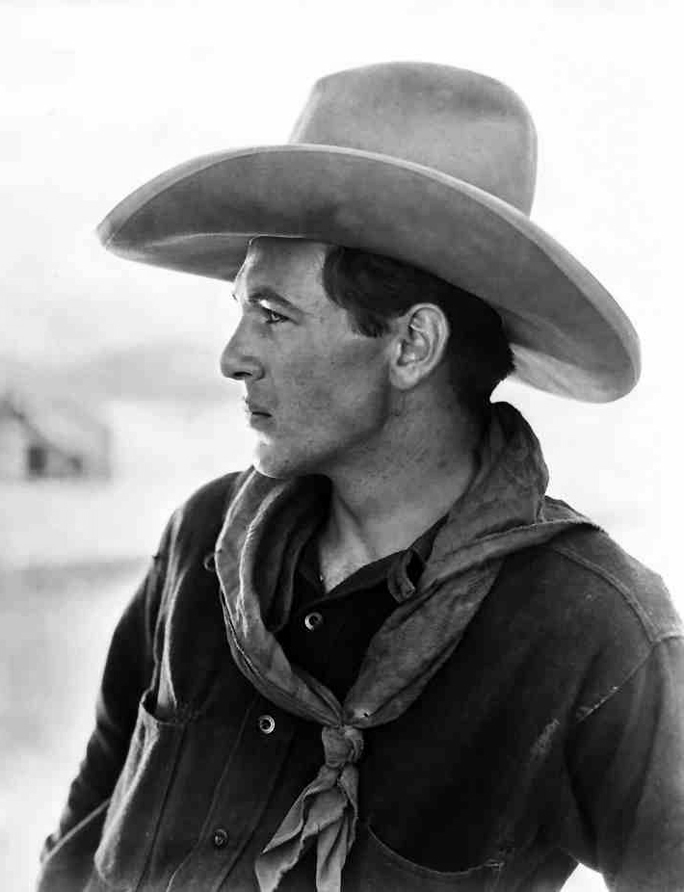
Купер в «Победе Барбары Ворд», 1926

Актёрская карьера Купера началась в 1925 году по случаю совместной работы над немыми фильмами «The Thundering Herd» и «Wild Horse Mesa» с Джеком Холтом, «Riders of the Purple Sage» и «Подкова на счастье» с Томом Миксом и «The Trail Rider» с Баком Джонсом в главных ролях. Он работал в нескольких небольших студиях, производящих малобюджетные фильмы, в том числе в «Famous Players-Lasky» и «Fox Film Corporation». Хотя его навыки верховой езды позволяли ему спокойно работать в вестернах, он считал, что работа каскадёра «тяжёлая и жестокая», так как иногда приводит к травмам лошадей и всадников. Желая отказаться от рискованной профессии каскадёра, Купер рассчитывал получить актёрскую роль. С этой целью он покрыл расходы на пробные снимки и нанял председателя штаба Нана Коллинза для работы в качестве его агента. Зная, что есть другие актёры, использующие сценическое имя «Фрэнк Купер», Коллинз предложил изменить имя Купера на «Гэри» в честь его родного города Гэри, штат Индиана. Куперу идея сразу понравилась.
Купер также нашёл работу в широком спектре фильмов, не являющихся вестернами. Он был казаком в маске в «Орле» (1925), римским стражником в «Бен-Гуре» (1925) и выжившим после наводнения в «Наводнении в Джонстауне» (1926). Он постепенно получал всё более важные роли, благодаря которым он проводил больше времени на экране, в том числе в «Tricks» (1925), где он сыграл антагониста фильма, и в короткометражке «Lightnin' Wins» (1926). Как актёр, чьё имя стало появляться в актёрском составе, Купер начал привлекать внимание наиболее важных киностудий. 1 июня 1926 года он подписал контракт с «Samuel Goldwyn Productions», который давал ему 50 долларов в неделю.
Актёр получил первую крупную роль в фильме «Победа Барбары Ворт» (1926), где играл вместе с Рональдом Колманом и Вильмой Банки. В картине Купер играет молодого инженера Абэ Ли, который помогает сопернику спасти любимую женщину и её город от неизбежной катастрофы, вызванной разрушением плотины. По словам биографа Джеффри Мейерса, жизненный опыт Купера среди ковбоев в Монтане сделал его игру «инстинктивно верной». Премьера фильма состоялась 14 октября и имела большой успех. Критики выделили актёра как динамичную, новую личность и будущую звезду. Компания Goldwyn поспешно хотела предложить новый долгосрочный контракт Куперу, но тот отказался и в итоге получил более выгодную сделку от Джесси Ласки из Paramount Pictures, подписав пятилетний контракт, который гарантировал ему 175 долларов в неделю. В 1927 году с помощью Клары Боу, чьё положение в Голливуде было сильным, Купер получил заметные роли в фильмах «Дети развода» (1927) и «Крылья» (1927). Вторая картина получила первую премию «Оскар» за лучший фильм. В том же году он сыграл главные роли в фильмах «Завороженный Аризоной» (1927) и «Невада» (1927).
В 1928 году студия Paramount объединила Купера с молодой актрисой, Фэй Рэй. Они играли вместе в «Легионе осуждённых» и «Первом поцелуе». Экранная химия между Купером и Рэй, однако, не вызвала большого успеха у аудитории. С каждым последующим фильмом Купер совершенствовал свои актёрские навыки, и его популярность росла, особенно среди кинозрительниц. В этот период он зарабатывал до 2 750 долларов за фильм и получал тысячи писем от поклонников в неделю. Воспользовавшись растущей популярностью, студия ставила его в пару с такими популярными актрисами, как: Эвелин Брент в «Красавце-рубаке», Флоренс Видор в «Судном дне» и Эстер Ралстон в «Полуневесте». В этом году он также снялся вместе с Коллин Мур в фильме «Время сирени» компании «First National Pictures». Это был его первый фильм с синхронизированной музыкой и звуковыми эффектами. Картина оказалась одним из самых больших коммерческих успехов 1928 года.

### Звезда Голливуда (1929—1935)

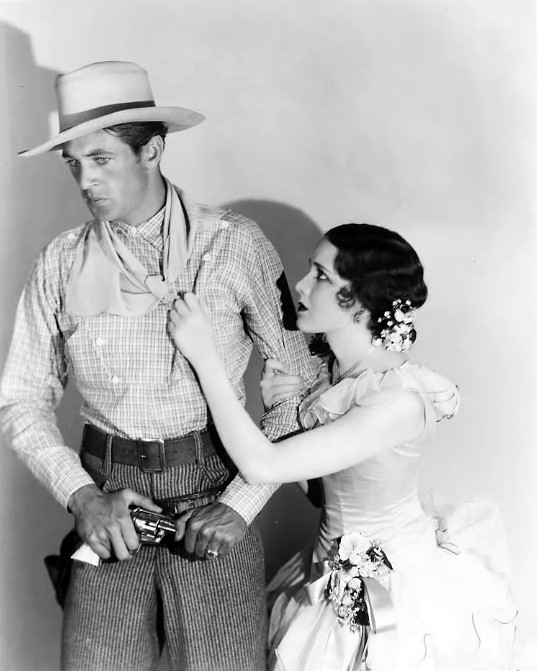
Купер и Мэри Брайан в «Виргинце», 1929

Купер получил статус кинозвезды в 1929 году вместе с выходом своего первого звукового фильма «Виргинец» режиссёра Виктора Флеминга, где он играл вместе с Мэри Брайан и Уолтером Хьюстоном. Основанный на романе «Виргинец» Оуэна Уистера, это был один из первых звуковых фильмов, определяющих кодекс чести вестерна и помогающих укрепить стандарты этого жанра, которые сохранились и по сей день. По словам биографа Джеффри Мейерса романтический образ высокого красивого и молчаливого ковбоя, воплощающего мужскую свободу, мужество и честь, во многом создал Купер в этом фильме. В отличие от некоторых актёров немого кино, которые имели проблемы с адаптацией к звуковому кино, переход Купера с его «глубоким и чистым» и «приятно притягивающим» голосом, идеально подходящим для персонажей, которых он изображал, был естественным. Для того, чтобы извлечь выгоду от растущей популярности актёра в 1930 году компания Paramount задействовала его в нескольких вестернах и военных драмах, таких как «Только храбрые», «Техасец», «Семь дней отпуска», «Человек из Вайоминга» и «Негодяи».

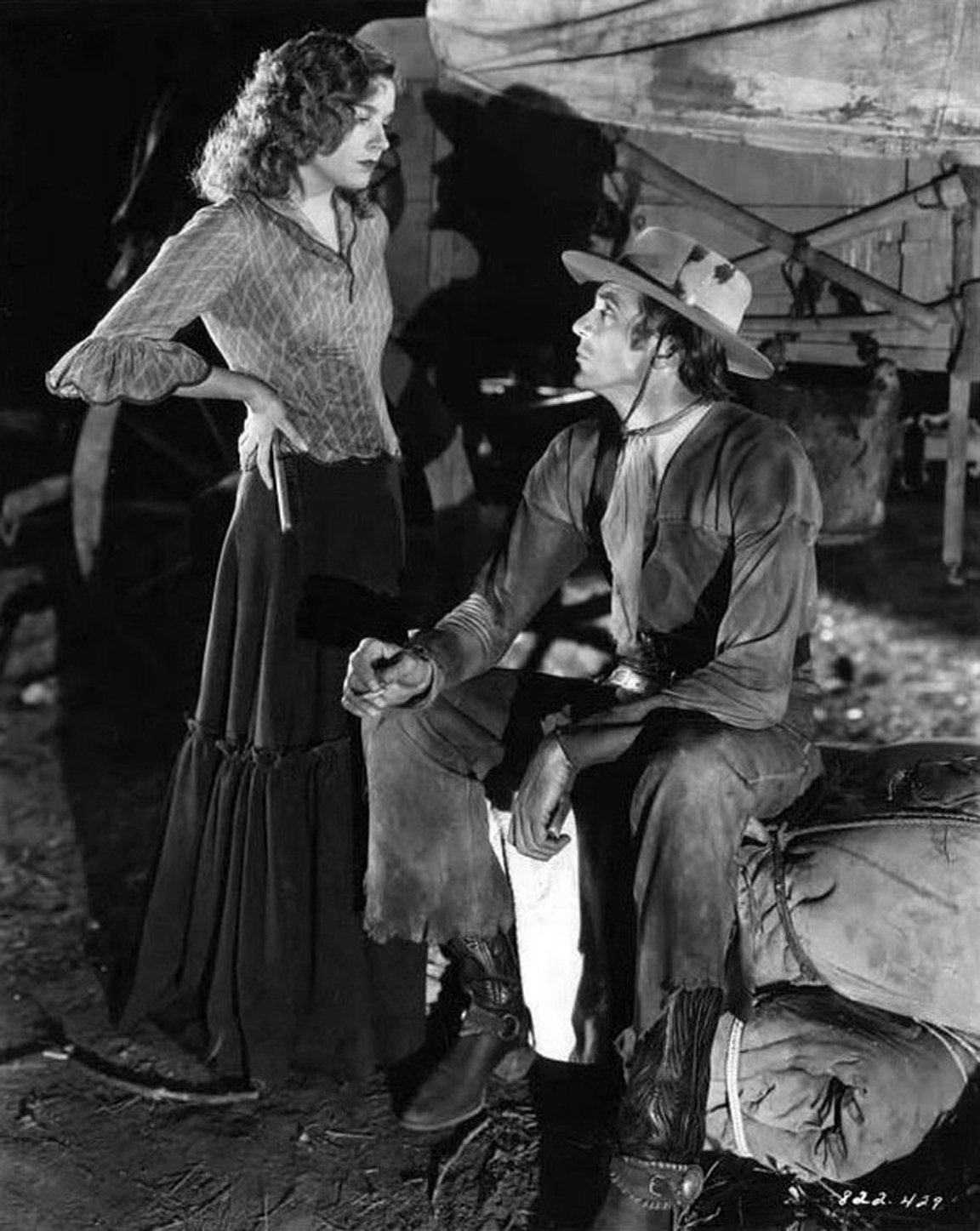
Купер и Лили Дамита в «Битве караванов», 1931

Одним из важных выступлений в начале карьеры Купера была роль угрюмого легионера в мелодраме «Марокко» (1930) Джоозефа фон Штернберга, с Марлен Дитрих в её дебюте перед американской аудиторией. Во время производства фон Штернберг сосредоточил всё своё внимание на Дитрих и относился к Куперу с пренебрежением. Напряжение возросло до такой степени, что всё предприятие оказалось на краю срыва, когда фон Штернберг начал кричать Куперу команды на немецком языке. Актёр ростом 191 см подошёл к значительно более низкорослому режиссёру (163 см), схватил его за шиворот и сказал: Если вы собираетесь работать в этой стране, то лучше продолжать на языке, который мы используем здесь. Несмотря на напряжённость на съёмочной площадке, по словам Торнтона Делеханти из New York Evening Post, Купер создал одно из своих лучших творений.
Он вернулся в жанр вестерна в 1931 году, когда снялся в экранизации «Битва караванов» вместе с французской актрисой Лили Дамита. Актёр появился в криминальной исторической драме Дэшила Хэммета «Городские улицы», в которой ему отвели роль человека с Запада, который связывается с гангстерами, чтобы спасти свою любимую. Он закончил год двумя неудачными постановками: «Я возьму эту женщину» с Кэрол Ломбард и «Его женщина» с Клодетт Кольбер. В течение этого периода он систематически работал от 14 до 16 часов в день, а иногда и 23 часа, работая над одним фильмом в течение дня, а над вторым — ночью. Давление и требования, связанные с производством десяти фильмов за два года, привели Купера к истощению и плохому самочувствию, страданиям от анемии и желтухи. За это время он потерял 14 килограммов и чувствовал себя одиноким, изолированным и подавленным внезапной славой и богатством. В мае 1931 года он покинул Голливуд и отплыл в Алжир, а затем в Италию, где прожил следующий год.
Купер остановился в Риме на вилле Мадама, принадлежавшей графине Дороти ди Фрассо. Графиня научила его принципам правильного питания, определению хороших вин, чтению итальянских и французских меню и общению с европейской аристократией. После тура актёра по итальянским музеям и художественным галереям, она сопровождала его на сафари в течение 10 недель с охотой на крупную дичь на склонах горы Кения в Восточной Африке, во время которой ему было назначено более 60 выстрелов животных, в том числе двух львов, носорога и различных антилоп. Опыт этого сафари глубоко затронул Купера и углубил его любовь к диким местам. Вернувшись в Европу вместе с графиней, они отправились в средиземноморский круиз по Итальянской и Французской Ривьере. Отдохнувший, восстановленный после одного года эмиграции и здоровый Купер вернулся в Голливуд в апреле 1932 года и заключил новый контракт с «Paramount» на два фильма в год с заработной платой в 4000 долларов в неделю и возможностью принятия или отклонения режиссёра и сценария.

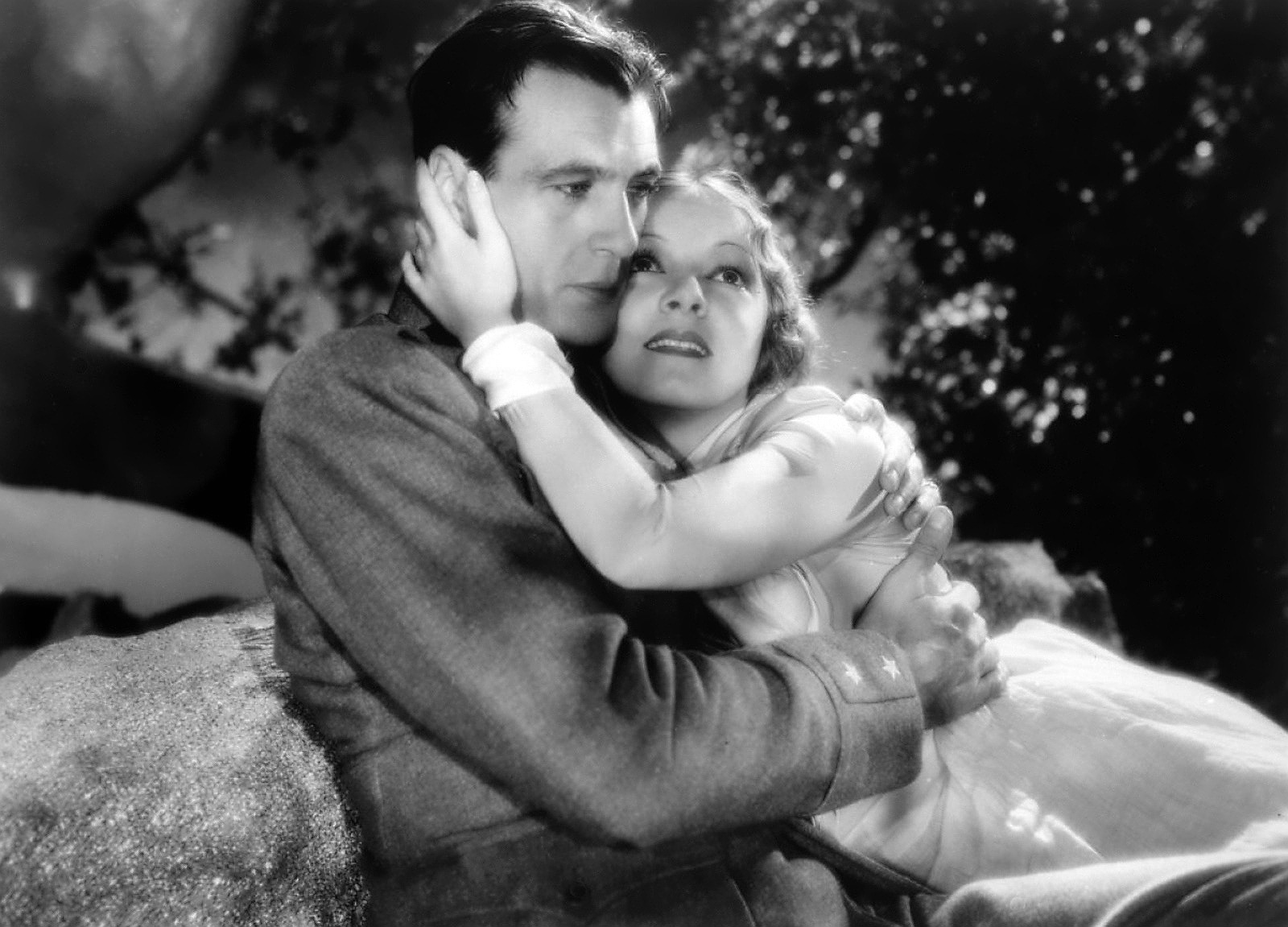
Купер и Хелен Хейс в «Прощай, оружие!», 1932

После окончания в 1932 году «Дьявола и глубины» с Таллулой Бэнкхед, чтобы выполнить старый контракт, Купер появился в «Прощай, оружие!», первой киноадаптации романа Эрнеста Хемингуэя. У него была возможность сотрудничать с Хелен Хейс, звездой нью-йоркского театра и обладательницей премии «Оскар», а также с Адольфом Менжу. Роль водителя скорой помощи, получившего травму в Италии и влюблённого в английскую медсестру во время Первой мировой войны, была одной из его самых амбициозных и требовательных. Критики высоко оценили его эмоциональную работу, и картина была одной из самых коммерчески успешных постановок года. После съёмок фильмов «Сегодня мы живём» с Джоан Кроуфорд и «В воскресенье, в обед» с Фэй Рэй в 1933 году Купер появился в комедии Эрнста Любича «Если бы у меня был миллион», снятой на основе популярной пьесы Ноэла Кауарда. Мириам Хопкинс и Фредрик Марч стали его партнёрами по съёмочной площадке, а сам фильм получил смешанные отзывы и не оправдал финансовых ожиданий. Игра Купера — в качестве американского художника в Европе, конкурирующего со своим другом драматургом за любовь красивой женщины — была награждена за универсальность и открыла его естественную способность создавать лёгкую комедию. В августе 1933 года Купер произвел официальное изменение имени на «Гэри».

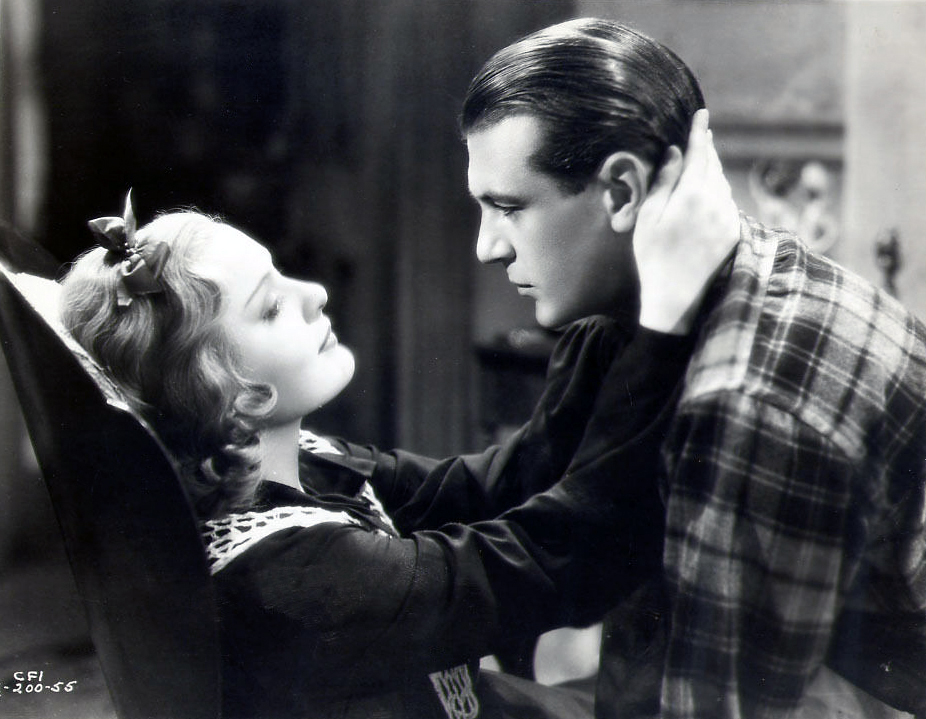
Купер и Анна Стэн в «Брачной ночи», 1935

В 1934 году Купер был отдан в аренду студии «MGM», чтобы сыграть в драме о Гражданской войне «Оператор 13» с Мэрион Дэвис. Фильм рассказывал о прекрасной шпионке из Союза, которая влюбилась в солдата Конфедерации. Несмотря на креативность режиссёра Ричарда Болеславского и хорошей съёмкой Джорджа Фолси, фильм не справился с кассовыми сборами.
Вернувшись в Paramount, Купер снялся в первом из семи фильмов для режиссёра Генри Хэтэуэя «Отныне и навек» с Кэрол Ломбард и Ширли Темпл. Купер сыграл в нём жулика, который пытается продать свою дочь своим родственникам. Очарованный интеллектом и красотой Темпл, Купер установил тесные отношения с девушкой, как на съёмочной площадке, так и вне её. Фильм имел кассовый успех.
В следующем году Купер был нанят студией Samuel Goldwyn Productions на время производства романтичной драмы «Брачная ночь» в постановке Кинга Видора. Анна Стэн была его партнёршей на съёмочной площадке, она хотела стать «второй Гарбо». В фильме Купер играет писателя с алкогольной зависимостью, который убегает на семейную ферму в Новой Англии, где встречается и влюбляется в красивую польку из окрестностей. Согласно биографу Ларри Суинделлу, Купер представил удивительный диапазон и глубину. Хотя картина получила в основном положительные отзывы, она не была популярна среди американской аудитории, которая, возможно, была оскорблена изображением фильма о внебрачных связях и их трагическим окончанием.
В том же году актёр появился в двух фильмах Генри Хэтэуэя: в мелодраме «Питер Иббетсон» с Энн Хардинг, о талантливом архитекторе, влюбившемся в женщину, которая оказывается его любовью детства, и в приключенческой картине «Жизнь Бенгальского улана» о смелом британском офицере и его людях, защищающих бенгальскую крепость от мятежный коренных племён. Хотя первый из них получил большее признание в Европе, чем в Соединённых Штатах, последний был номинирован на шесть премий «Оскар» и был одним из его самых популярных и успешных приключенческих фильмов Купера.
Хэтэуэй очень уважал актёрские способности Купера и называл его «лучшим актёром из всех».

#### От «Мистер Дидс переезжает в город» до «Настоящей славы»

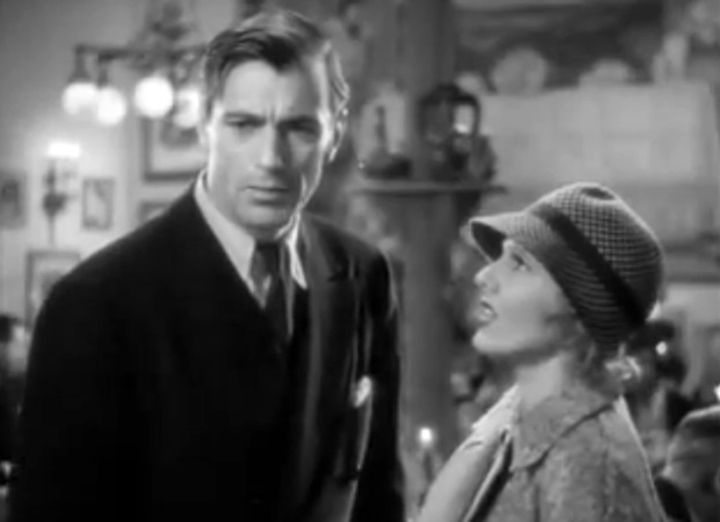
Купер с Джин Артур в «Мистер Дидс переезжает в город», 1936

1936 год стал переломным в карьере Купера. После выступления в романтической комедии «Желание» Фрэнка Борзейги для студии «Paramount», дав критикам шоу с великолепной актёрской игрой, вернулся в «Poverty Row», чтобы сыграть для «Columbia Pictures» в «Мистер Дидс переезжает в город», эксцентрической комедии Франка Капра. Джин Артур играла с ним. В фильме Купер изобразил Лонгфеллоу Дидса, нежного, простодушного автора поздравительных открыток, который унаследовав состояние, заканчивает с идиллической жизнью в Вермонте и отправляется в Нью-Йорк, где ему приходится сталкиваться с коррупцией и ложью. Сотрудничая с Купером, Капра и сценарист Роберт Рискин, могли использовать «типичного американского героя», коренящегося в актёре — символе честности, мужества и добра — чтобы создать новый тип «народного героя» для простого человека.
Премьеры «Желания» и «Мистер Дидс переезжает в город» состоялись в апреле 1936 года. Критики высоко оценили оба фильма, и они стали хитами кассовых сборов. Кинокритик Фрэнк Ньюджент из «The New York Times» написал о Купере, что он «оказался одним из лучших комиков в Голливуде». За игру в «Мистер Дидс переезжает в город» Купер получил свою первую номинацию на премию «Оскар» за лучшую мужскую роль.
В 1936 году Купер появился в двух других постановках «Paramount». В приключенческом фильме Льюиса Майлстоуна «Смерть генерала на рассвете» вместе с Мэдлин Кэрролл он изобразил американского наёмника в Китае, который помогает крестьянам, угнетённым жестоким полководцем. Фильм со сценарием работы американского драматурга Клиффорда Одетса получил признание критиков и добился коммерческого успеха. В «Человеке с равнины» Сесила Б. Демилля — первой из четырёх совместных работ с режиссёром — Купер сыграл роль Дикого Билла Хикока в весьма надуманной версии о начале Дикого Запада. С финансовой точки зрения картина была даже лучше, чем у её предшественника, главным образом благодаря Джин Артур и её замечательному исполнению Бедовой Джейн и изображению Хикока как загадочной фигуры. В этом году актёр впервые попал в первую десятку кинематографистов «Motion Picture Herald» и оставался там в течение следующих 23 лет.
В конце 1936 года, когда «Paramount» готовила новый контракт для Купера, который гарантировал ему 8 тыс. долларов в неделю, актёр подписал контракт с Samuel Goldwyn на 6 фильмов за 6 лет с минимальной заработной платой 150 тыс. долларов за картину. «Paramount» подала иск против «Samuel Goldwyn» и Купера. По решению суда новый актёрский контракт с Голдвином предоставил актёру достаточно свободного времени, чтобы выполнить контракт с «Paramount». Купер продолжил сотрудничество с обеими студиями, и в 1939 году Министерство финансов объявило, что Купер с доходом в 482 819 долларов (около 7,45 миллиона долларов в 2009 году с учётом инфляции) был самым высокооплачиваемым актёром в стране.
В отличие от его достижений в предыдущем году, в 1937 году он появился только в одном спектакле — приключении «Загубленные в море» Генри Хэтэуэя. Это был провал в финансовом плане и в глазах критиков. В 1938 году он появился в байопике Арчи Майо «Приключения Марко Поло». Пойманный в ловушку проблемами с производством и плохим сценарием, фильм показал потерю 700 тыс. долларов, таким образом становясь крупнейшим финансовым провалом студии Голдвина. В этот период Купер отверг несколько важных ролей, в том числе роль Ретта Батлера в «Унесённых ветром». Актёр был первым выбором продюсера Дэвида Селзника.
Селзник несколько раз пытался убедить Купера, но он сомневался в проекте и не чувствовал себя подходящим для этой роли. Как он позже признал, «это была одна из лучших ролей, предложенных в Голливуде […] Но я отказался. Я не считал себя достаточно стильным, и позже, когда я увидел Кларка Гейбла, играющего эту роль и доведшего её до совершенства, я понял, что был прав».

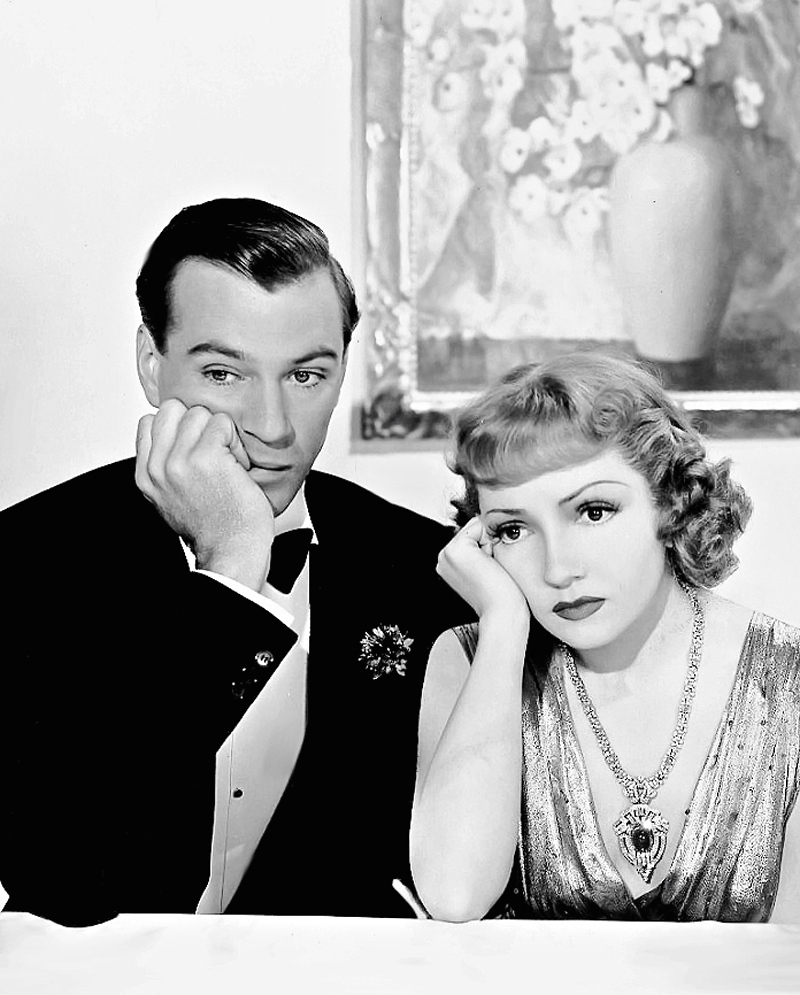
Купер и Клодетт Кольбер в «Восьмой жене Синей Бороды», 1938

Возвратившись в «Paramount», Купер также вернулся в более спокойному жанру кино, играя вместе с Клодетт Кольбер в романтической комедии «Восьмая жена Синей Бороды» Эрнста Любича. Купер играет роль богатого американского предпринимателя во Франции, который влюбляется в дочь бедного аристократа и убеждает её стать его восьмой женой. Несмотря на гениальный сценарий Чарльза Брэкетта и Билли Уайлдера и сильную игру Купера и Кольбер, американская публика не могла принять Купера в роли тщеславного бабника. В конечном итоге фильм был хорошо принят только в Европе. Осенью 1938 года Купер появился в романтической комедии Г. К. Поттера «Ковбой и леди» с Мерл Оберон. В фильме рассказывается о добродушном родео, который влюбляется в богатую дочь, думая, что она бедная, трудолюбивая служанка. Усилия трёх режиссёров и нескольких выдающихся сценаристов не дали ожидаемого эффекта. Хотя картина оказалась лучше, чем предшественница, она оказалась четвёртой финансовой неудачей Купера на американском рынке.
В последующие два года Купер был более проницателен в принятии ролей и снялся в четырёх успешных крупномасштабных приключенческих и ковбойских фильмах. В приключенческом «Красавчик Жест» Уильяма Уэллмана он сыграл одного из трёх смелых английских братьев, которые присоединились к Иностранному легиону в Сахаре, чтобы сражаться там с племенами. Снятый в тех же местах пустыни Мохаве, что и прототип 1926 года, Бо Гест предоставил Куперу отличные фильмы, экзотические декорации, живые действия и подходящую ему роль. Это был последний фильм в его контракте с «Paramount». В «Настоящей славе» Генри Хэтэуэя, он сыграл военного врача, сопровождающего небольшую группу офицеров армии США на Филиппинах, чтобы помочь христианам-филиппинцам защитить себя от мусульманских радикалов. Критики высоко оценили игру Купера, а Грэм Грин признал, что актёр «никогда не играл лучше».

#### От «Человека с запада» до «По ком звонит колокол»
Купер вернулся к вестерну по случаю постановки фильма «Человек с запада» Уильяма Уайлера с Уолтером Бреннаном и Дорис Давенпорт в актёрском составе. Фильм рассказывает о ковбое, защищающем поселенцев от Роя Бина, коррумпированного самопровозглашенного мирового судьи, известного как «закон к западу от Пекоса». Во время работы над сценарием сценарист Нивен Буш опирался на знания Купера об истории Дикого Запада. Картина получила положительные отзывы и оправдала финансовые ожидания. Критики в первую очередь оценили игру двух ведущих актёров. В этом году он также появился в своей первой картине, созданной полностью в техниколоре — «Северо-западная конная полиция» Севила Демилля. В фильме Купер изобразил техасского надзирателя вне закона, возглавляющего восстание на северо-западе, в западной Канаде, где он объединяет свои силы с канадской королевской конной полицией. Производство было не так популярно, как предыдущая картина Купера, и всё же оно оказалось кассовым успехом, заняв шестое место в самых прибыльных фильмах 1940 года.
В начале 1940-х Купер поднялся на вершину своей актёрской карьеры. За относительно короткое время он сыграл в пяти популярных, восхваляемых критиками фильмах, в которых он представил искусство актёрского мастерства. Когда Франк Капра предложил ему выдающуюся роль в фильме «Знакомьтесь, Джон Доу», прежде чем Роберт Рискин составил сценарий, Купер принял предложение своего друга и ответил ему: «Хорошо, Фрэнк, мне не нужен сценарий». Актёр сыграл роль Лонга Джона Уиллоуби, несчастного человека, нанятого газетой, чтобы притвориться человеком, который намерен совершить самоубийство на Рождество в знак протеста против всего лицемерия и коррупции в стране. В то время, которое некоторые критики считали величайшей работой Капры, «Знакомьтесь, Джон Доу», воспринимался как «национальное событие», а Купер появился на обложке популярного еженедельника «Time» 3 марта 1941 года. Говард Барнс в своём обзоре «New York Herald Tribune» охарактеризовал выступление Купера как замечательное и совершенно убедительное и высоко оценил его «абсолютно реалистичное действие, которое он выполняет с огромной серьёзностью». Босли Кроутер из «The New York Times» писал, что «Гэри Купер — это Джон Доу во всей своей красе — застенчивый, растерянный, неагрессивный, но он также становится настоящим тигром, когда пробуждается».
В том же году он также снялся в двух фильмах своего хорошего друга Говарда Хоукса. В байопике «Сержант Йорк» Купер представляет героя войны Элвина Йорка, одного из самых выдающихся и прославленных американских солдат Первой мировой войны. В фильме показаны первые годы жизни Йорка в Теннесси, его обращение и последующее благочестие, его отношение к отказу в военной службе из-за его убеждений и, наконец, его героический поступок в битве при Арагоне, за что он был награждён Медалью Почёта. Первоначально Купер нервничал и не был уверен в воплощении живого героя, поэтому он отправился в Теннесси, чтобы посетить Йорка у него дома, где два мирных человека сразу установили связь и обнаружили, что у них много общего. Вдохновлённый Йорком, Купер представил спектакль, который Говард Барнс из «New York Herald Tribune» назвал «чрезвычайно убедительным и универсальным», а Арчер Уинстон из «New York Post» назвал «одним из лучших». После премьеры фильма организация «Ветераны иностранных войн» наградила Купера медалью за «огромный вклад в пропаганду патриотизма и верности». Йорк восхищался игрой Купера и помог «Warner Bros.» в продвижении фильма. «Сержант Йорк» был самым прибыльным фильмом года и получил одиннадцать номинаций на премию «Оскар». В речи после получения своей первой статуэтки за лучшую мужскую роль от хорошего друга Джеймса Стюарта Купер сказал: «Сержант Элвин Йорк выиграл эту награду. Пусть это будет, я шестнадцать лет в этом бизнесе, и иногда мне снилось, что я могу получить один из них. Это всё, что я могу сказать … Забавно, что во сне я всегда выступал лучше».
В 1941 году актёр закрыл производство вместе с Goldwyn о его следующем сотрудничестве с Говардом Хоксом, на этот раз в романтической комедии «С огоньком» с Барбарой Стэнвик. Купер сыграл робкого профессора лингвистики, возглавляющего команду из семи учёных, задачей которой является написание энциклопедии. Проводя исследование сленга, он встречает кокетливую танцовщицу бурлеска «Sugarpuss» О’Ши, которая «сдувает пыль» с его стабильной жизни среди книг. Сценарий Чарльза Брэкетта и Билли Уайлдера дал Куперу возможность представить широкий спектр комедийных навыков. В обзоре «New York Herald Tribune» Говард Барнс написал, что Купер справился с ролью «умело и с акцентом на комикс», а его выступление было «абсолютно восхитительным». Хотя это был фильм с небольшим бюджетом, «С огоньком» был в авангарде самых прибыльных фильмов года — как четвёртый подряд Купер, который попал в двадцатку лучших в этом отношении.
Единственный фильм Купера в 1942 году был также последним для лейбла Goldwyn. В биографической картине «Гордость янки» Сэма Вуда актёр сыграл звезду бейсбола Лу Герига, который установил рекорд Нью-Йорк Янкис в 2 130 последовательных встречах. Купер не хотел воплощаться в семикратного участника звездного поединка, который умер годом раньше от бокового амиотрофического склероза, теперь в разговорной речи называемого «болезнью Лу Герига». Помимо проблемы показа такого популярного и общенационального человека, Купер не знал много о самом бейсболе, и он не был левшой, как Гериг. После посещения актёром вдовы Герига, которая выразила своё желание сыграть её мужа Купером, он взял на себя роль, включающую 20-летнюю жизнь Герига — его раннюю любовь к бейсболу, путь к величию, любящий брак и его борьбу с болезнью с кульминацией в форме его прощальной речи на стадионе «Янки» 4 июля 1939 года перед аудиторией в 62 000 человек. Купер быстро выучил движения на бейсбольном поле и разработал плавную, заслуживающую доверия попытку. Проблема левостороннего хвата бейсбольной биты была решена путем переворачивания киноленты в некоторых сценах с использованием её актёром. Фильм вошёл в первую десятку картин за весь год и получил одиннадцать номинаций на премию «Оскар», включая лучший фильм и лучшего актёра (третий для Купера).
Вскоре после публикации романа «По ком звонит колокол» Эрнеста Хемингуэя, «Paramount» приобрела права на его съёмку за 150 тыс. долларов с намерением сыграть Купера в главной роли Роберта Джордана, американского эксперта по взрывчатым веществам, сражающегося с республиканцами в Гражданской войне в Испании. Первоначальный режиссёр Сесил Б. Демилль был заменен Сэмом Вудом, который привел с собой Дадли Николса, ответственного за сценарий. После первых основных съёмок в Сьерра-Неваде в 1942 году ведущая роль балерины Веры Зориной была заменена Ингрид Бергман — одобрена Купером и Хемингуэем. Любовные сцены Купера и Бергман были восторженными и страстными. Говард Барнс написал в New York Herald Tribune о двух актёрах, которых они играли с «реальным отношением и авторитетом звёзд». Хотя фильм отличался от политических тем и значимости романа, «По ком звонит колокол» получил лестные отзывы критиков и имел денежный успех. Он также получил десять номинаций на премию «Оскар», включая «Лучший фильм» и «Лучший актёр» (четвёртый для Купера).
Из-за возраста и состояния здоровья, Купер не служил в армии во время Второй мировой войны, но, как и многие из его коллег, он был вовлечён в социальную мобилизацию, развлекая солдат. В июле 1943 года он посетил военные больницы в Сан-Диего и часто появлялся в клубе Голливудской столовой, где подавал еду американским солдатам. В конце 1943 года Купер вместе с актрисами Уной Меркел и Филлис Брукс и аккордеонистом Энди Аркари ушёл в 37 тыс. километровой маршрут к юго-западу Тихого океана. Путешествуя на бомбардировщике B-24A, группа посетила острова Кука, Фиджи, Новую Каледонию, Квинсленд, Брисбен (там генерал Дуглас Макартур сказал Куперу, что он смотрел «Сержанта Йорка» в Маниле, когда японские бомбы начали падать), Новую Гвинею, Джаяпуру и Соломоновы Острова. Группа часто имела те же плохие условия жизни и продовольствие, что и солдаты.

### Зрелые роли (1944—1952)

#### От «Истории доктора Уоселла» до «Далёких барабанов»
В 1944 году он появился в приключенческом фильме «История доктора Уоселла», действие которого происходит во время Второй мировой войны. Режиссёр Сесил Б. Демилль, с которым у Купера была возможность сотрудничать в третий раз в своей карьере. Вместе с актёром сыграла Лорейн Дэн. В фильме Купер играет американского доктора и миссионера Коридона М. Уосселла, который, пробираясь сквозь джунгли Явы, пытается привести раненых солдат в безопасное место. Несмотря на неблагоприятные отзывы кинокритиков, «История доктора Уоселла» была одним из самых прибыльных фильмов года. Завершив контракты с Goldwyn и Paramount, Купер решил остаться независимым и вместе с Лео Спитцем, Уильямом Гетцем и Наннэли Джонсоном основал собственный лейбл — International Pictures. Дебютной постановкой студии стала комедия Сэма Вуда «Казанова Браун» о мужчине (Гэри Купер), который узнает о беременности своей первой жены, когда он планирует встать на свадебный ковер с другой женщиной. Фильм получил плохие рецензии во главе с New York Daily News, которая называет его «восхитительной чепухой» и Босли Кроутер из «The New York Times», критикующим «очевидную и абсурдную шутовство» Купера. Производство было сбалансировано в точке безубыточности. В 1945 году Купер появился в комедийном вестерне собственного производства «И пришёл Джонс» режиссёра Стюарта Хейслера и Лореттой Янг в одной из главных ролей. В этой беззаботной пародии на свой предыдущий героический образ Купер играет неумелого ковбоя Мелоди Джонса, которого по ошибке принимают за абсолютного убийцу. Фильм был тепло встречен публикой, и фильм был одним из самых прибыльных в этом году — это было также доказательством того, что Купер по-прежнему очень популярен среди зрителей. Это был также самый большой кассовый успех за короткую историю International Pictures, которую Universal Studio приобрела в 1946 году.
Вместе с послевоенными социальными изменениями в Соединённых Штатах карьера Купера также стала новым направлением. Хотя он продолжал играть типичные для него героические роли, фильмы, в которых он появлялся в меньшей степени, были основаны на его характере, а больше на сюжете романа и экзотической обстановке. В ноябре 1945 года Купер снялся вместе с Ингрид Бергман в драме Сэма Вуда «Саратогская железнодорожная ветка» девятнадцатого века о техасском ковбое и его отношениях с прекрасной охотницей за приданым. Из-за высокого спроса на фильмы о войне, премьера которого состоялась в начале 1943 года, фильм был отсрочен на 2 года. Картина получила плохие отзывы, но с финансовой точки зрения она преуспела, будучи одним из самых прибыльных фильмов Warner Bros. в этом году. Единственный фильм Купера в 1946 году был романтическим триллером «Плащ и кинжал» Фрица Ланга, рассказывающей о нежном профессоре физики, нанятом Управлением стратегических служб в последние годы Второй мировой войны, которому было поручено исследовать немецкую атомную программу. Играя персонажа свободно по мотивам американского физика Дж. Роберта Оппенгеймера, Купер смутился из-за этой роли и не смог придать ей смысла. Фильм собрал негативные отзывы и оказался финансовым провалом. В 1947 году вместе с Полетт Годдар они выступили в приключении «Непобеждённый» Сесила Б. Демилля. Картина, созданная с размахом, рассказывает о том, как пограничник XVIII века защищал поселенцев от недобросовестного торговца оружием и недружелюбных индейцев. Фильм получил неоднозначные отзывы, но даже давний критик Демилля Джеймс Эйджи признал, что в фильме было «что-то подлинное того периода». Последний из четырёх фильмов, снятых в сотрудничестве с Демиллем, был также его самым прибыльным — актёр заработал более 300 тыс. зарплаты в долларах и он также получил долю прибыли. «Непобеждённый» был единственным и единственным бесспорным успехом Купера в следующие 5 лет.
После создания романтической комедии «Хороший Сэм» Лео Маккэри в 1948 году Купер продал лейбл International Pictures и подписал долгосрочный контракт с Warner Bros., который гарантировал 295 тыс. долларов за картину и дал ему последнее слово при выборе сценария и режиссёра. Первым фильмом актёра на новых условиях была драма Кинга Видора «Источник» с Патрицией Нил и Рэймондом Мэсси. Купер играет роль идеалистического и непреклонного архитектора, который борется за сохранение своей целостности и индивидуализма перед лицом социального давления, чтобы приспособиться к универсально обязательным нормам. Созданный на основе романа Айн Рэнд, которая также отвечала за сценарий, фильм представляет свою объективную философию, бросает вызов концепциям альтруизма и коллективизма, одновременно пропагандируя достоинства эгоизма и индивидуализма. По мнению большинства критиков, Купер был неподходящим человеком для роли Говарда Роарка. В обзоре для «Нью-Йорк Таймс» Босли Кроутер оценил, что актёром был «Мистер Деидс в катастрофической стихии». Он вернулся к нему в драме Делмера Дейвса «Спецотряд». Группа бастующих рассказывает об уходящем в отставку, который упоминает о долгой карьере пилота военно-морского флота и о своем вкладе в развитие авианосцев. Актёрская игра Купера и кадры, предоставленные ВМС США, означали, что это была одна из лучших картин актёра того времени. В течение следующих двух лет Купер снялся в четырёх плохо принятых фильмах: исторической драме «Яркий лист» (1950) Майкла Кёртиса, вестерне-мелодраме «Даллас» Стюарта Хейслера, военной комедии Генри Хэтэуэя «Теперь ты на флоте» и «Далёкие барабаны» Рауля Уолша.

#### «Ровно в полдень»
Наиболее важной постановкой Купера в послевоенные годы была драма в жанре вестерн «Ровно в полдень» режиссёра Фреда Циннемана, студии «United Artists». Грейс Келли также снялась в главной роли. В фильме Купер играет Уилла Кейна, уходящего шерифа с намерением отправиться в свадебное путешествие со своей женой, когда он внезапно узнает о возвращении преступника в город и о том, кого он сам ранее лишил свободы. Уилл Кейн, «человек, слишком гордый, чтобы убегать», неспособный получить помощь от испуганных жителей и брошенный невестой, ревностным пацифистом, решает один на один с известным бандитом и его сторонниками. Во время создания фильма у него было слабое здоровье из-за язвенной болезни желудка. Согласно Гектору Арсе, в некоторых сценах болезненное выражение лица и заметный дискомфорт актёра вызывали доверие «неуверенности в себе», что способствовало большей эффективности его игры. Из-за предмета гражданского мужества, который считается одним из первых «взрослых» вестернов, он получил восторженные отзывы о своем искусстве во главе журнала «Time», что поставило его в один ряд с «Дилижансом» и «Стрелком». Босли Кроутер в «Нью-Йорк Таймс» писал, что Купер был в своей высшей форме, а Джон Маккартен из «Нью-Йоркера» отметил, что Купер никогда не был более эффективным. Фильм собрал 3,75 миллиона долларов в Соединённых Штатах и 18 миллионов долларов во всем мире. Купер последовал примеру своего друга Джеймса Стюарта и принял меньшее вознаграждение в обмен на долю в прибыли, заставив его заработать 600 тыс. долларов. Сдержанный стиль игры Куперы получил широкую оценку и принёс ему вторую награду за лучшую мужскую роль от Академии кинофильмов.

### Поздние фильмы (1953—1961)
После появления в драме о гражданской войне «Стрелок из Спрингфилда» режиссёра Андре де Тота, Купер сыграл в четырёх постановках за пределами США. В драме Марка Робсона «Возвращение в рай» (1953) актёр сыграл американского странника, который освободил жителей полинезийского острова от пуританского правления безрассудного министра. Во время трёхмесячных съёмок на острове Уполу в Западном Самоа Куперу пришлось пережить спартанские условия жизни и долгие часы фотосъёмок, отразившиеся на его здоровье. Несмотря на красивые съёмки, фильм получил плохие оценки. Ещё три картины Купера были сняты в Мексике. В фильме «Дующий ветер» (1953) Уго Фрегонезе, с Барбарой Стэнвик в актёрском составе, актёр исполнил роль буровика в Мексике, который оказался втянутым в интригу с директором нефтяной компании и его недобросовестной женой, с которой у него когда-то был роман. В 1954 году он сыграл в вестерне «Сад зла» Генри Хэтэуэя с Сьюзен Хэйворд о трёх солдатах удачи, ищущих счастья в Мексике, нанятых женщиной, которая хочет спасти своего мужа. В том же году он появился в вестерне Роберта Олдрича «Веракрус». Со своей стороны Берт Ланкастер также сыграл главную роль. В фильме Купер играет американского авантюриста, нанятого императором Максимилианом I для сопровождения графини в Веракрус во время гражданской войны 1866 года. Все эти фильмы не были отмечены критиками, но оказались успешными у аудитории. За «Веракрус» Купер получил 1,4 миллиона долларов.
В этот период Купер боролся с проблемами со здоровьем. Он получил серьёзную травму плеча во время съемок фильма «Blowing Wild», когда в него попали металлические осколки от взорванной динамитом нефтяной скважины, а также во время лечения язвы. Во время съёмок фильма «Веракрус» он упал с лошади, которая возобновила травму бедра и получил ожег, когда Берт Ланкастер выстрелил из ружья слишком близко, так что материал, заполняющий слепой патрон, пробил его одежду. В 1955 году он появился в биографической военной драме «Трибунал Билли Митчелла» Отто Премингера об американском генерале Первой мировой войны, который пытается убедить государственных служащих в важности воздушных сил и предстает перед судом военным министерством США за серию авиакатастроф. По мнению некоторых критиков, Купер не справился с ролью, и его скучное выступление с плотно сжатыми губами не отражало динамичный и острый характер Митчелла. В 1956 году Купер сыграл квакера из Индианы в драме «Дружеское увещевание», снятой о временах гражданской войны, режиссёром Уильямом Уайлером. Его партнёршей стала актриса Дороти Макгуайр. Как и в случае с фильмами «Сержант Йорк» и «Ровно в полдень», в картине рассматривается конфликт между религиозным пацифизмом и гражданским долгом. За свою работу Купер получил вторую номинацию на «Золотой глобус» за лучшую мужскую роль. Фильм также получил шесть номинаций на премию «Оскар», выиграл «Золотую пальмовую ветвь» на Каннском кинофестивале в 1957 году и заработал 8 миллионов долларов во всем мире.
В 1956 году он отправился во Францию с Одри Хепбёрн и Морисом Шевалье, чтобы принять участие в съёмках романтической комедии «Любовь после полудня» Билли Уайлдера. Фильм рассказывает о приключениях американского бабника средних лет (в исполнении Гари Купера). Несмотря на положительные отзывы — включая Босли Кроутера, который высоко оценил «очаровательную актёрскую игру» — большинство критиков считали, что Купер просто слишком стар для этой роли. Хотя зрители не могли принять точку зрения на героического персонажа Купера, создавшего пожилого гуляку, пытающегося соблазнить невинную молодую девушку, в конечном итоге фильм оказался успешным. В следующем году Купер появился в романтической драме Филипа Данна — «Дом №10 по Северной улице Фредерик». В фильме, основанном на романе Джона О’Хара, актёр играет адвоката, чья жизнь разрушена хитрым политиком. По словам биографа Джеффри Мейерса, Купер «убедительно выразил боль», но этого было недостаточно, чтобы спасти то, что Босли Кроутер назвал «несчастливым фильмом».

## Личная жизнь
До женитьбы у Купера был ряд романтических отношений с ведущими актрисами. В 1927 году он состоял в отношениях с Кларой Боу, которая помогла ему получить одну из первых главных ролей в фильме «Дети развода». В 1928 году у него завязались отношения с другой актрисой, Эвелин Брент, с которой он познакомился во время съемок фильма «Бо Сабре». В 1929 году, во время съемок «Песни волка», у Купера завязался роман с Лупе Велес. Во время их двухлетних отношений у Купера также были краткие романы с Марлен Дитрих во время съемок фильма «Марокко» в 1930 году и с Кэрол Ломбард во время съемок фильма «Я беру эту женщину» в 1931 году. Во время своего пребывания за границей в 1931—1932 годах у Купера был роман с замужней графиней Дороти ди Фрассо, он жил на её вилле недалеко от Рима.

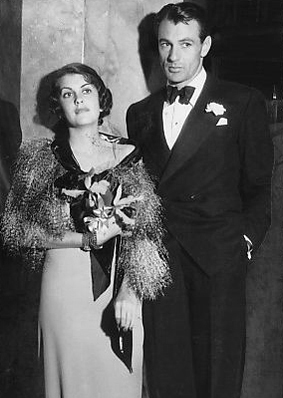
Вероника Балф и Купер, ноябрь 1933 года

В 1933 году Купер был официально представлен своей будущей жене, 20-летней нью-йоркской дебютантке Веронике Балф на вечеринке, устроенной её дядей, арт-директором Седриком Гиббонсом. Она выросла на Парк-авеню и посещала высшие учебные заведения. Её отчимом был магнат с Уолл-стрит Пол Шилдс. Купер и Вероника поженились в резиденции её родителей на Парк-авеню в декабре 1933 года. По словам его друзей, этот брак оказал положительное влияние на Купера, который отвернулся от прошлых неосмотрительных поступков и взял свою жизнь под контроль. Вероника разделяла многие интересы Купера, включая верховую езду, катание на лыжах и стрельбу. Она организовала их общественную жизнь, а её богатство и социальные связи обеспечили Куперу доступ в высшее общество Нью-Йорка. Купер и его жена владели домами в районе Лос-Анджелеса в Энсино (1933-36), Брентвуде (1936-53), и Холмби-Хиллз (1954-61), и владели загородным домом в Аспене, штат Колорадо (1949-53). 15 сентября 1937 года у них родилась дочь, Мария Вероника Купер. По общему мнению, он был терпеливым и любящим отцом, учил Марию кататься на велосипеде, играть в теннис, кататься на лыжах и лошадях. Мария разделяла многие интересы её родителей, она сопровождала их в путешествиях и часто фотографировалась с ними. Как и её отец, она развила любовь к искусству и рисованию. Всей семьёй они вместе отдыхали в Сан-Вэлли, штат Айдахо, проводили время в загородном доме родителей Вероники в Саутгемптоне, штат Нью-Йорк, и часто ездили в Европу. 11 апреля 1966 года Мария Купер вышла замуж за пианиста Байрона Джениса (1928—2024).
После женитьбы в декабре 1933 года Купер оставался верен своей жене до лета 1942 года, когда у него начался роман с Ингрид Бергман во время съемок фильма «По ком звонит колокол». Их отношения продолжались до завершения съемок фильма «Саратога Транк» в июне 1943 года. В 1948 году, после окончания работы над «Источником», у Купера начался роман с Патрисией Нил, его партнёршей по фильму. Сначала они держали свой роман в секрете, но в конце концов это стало открытой тайной в Голливуде, и жена Купера рассказала ему о слухах, которые он признал правдивыми. Он также признался, что был влюблен в Нил и продолжал встречаться с ней. Позже Нил утверждала, что Купер ударил её после того, как она пошла на свидание с Кирком Дугласом, и что заставил её сделать аборт, когда она забеременела от него. Нил прекратила их отношения в конце декабря 1951 года. Во время трехлетней разлуки с женой Купер, по слухам, крутил романы с Грейс Келли, Лоррейн Шанель, и Жизель Паскаль. 16 мая 1951 года Купер съехал из дома, в котором он жил с женой и дочерью. Однако, в 1954 году он помирился с Вероникой и вернулся в семью.
Биографы Купера исследовали его дружбу в конце двадцатых годов с актёром Андерсоном Лоулером, с которым Купер проживал в одном доме в течение года, в то же время встречаясь с Кларой Боу, Эвелин Брент и Лупе Велес. Лупе Велес однажды рассказала Хедде Хоппер о своем романе с Купером. Всякий раз, когда он возвращался домой после встречи с Лоулером, она чувствовала от него запах одеколона Лоулера. Биограф Велес, Мишель Фогель сообщила, что Велес соглашалась на сексуальные игры Купера с Лоулером, но только до тех пор, пока она тоже могла участвовать в них.
В дальнейшей жизни Купер состоял в отношениях с художником по костюмам по имени Ирен и был, по её словам, единственным мужчиной, которого она когда-либо любила. Через год после его смерти в 1961 году Ирен покончила с собой, прыгнув с 11-го этажа отеля «Никербокер», после того как рассказала Дорис Дэй о своем горе в связи со смертью Купера.

## Последние годы и смерть

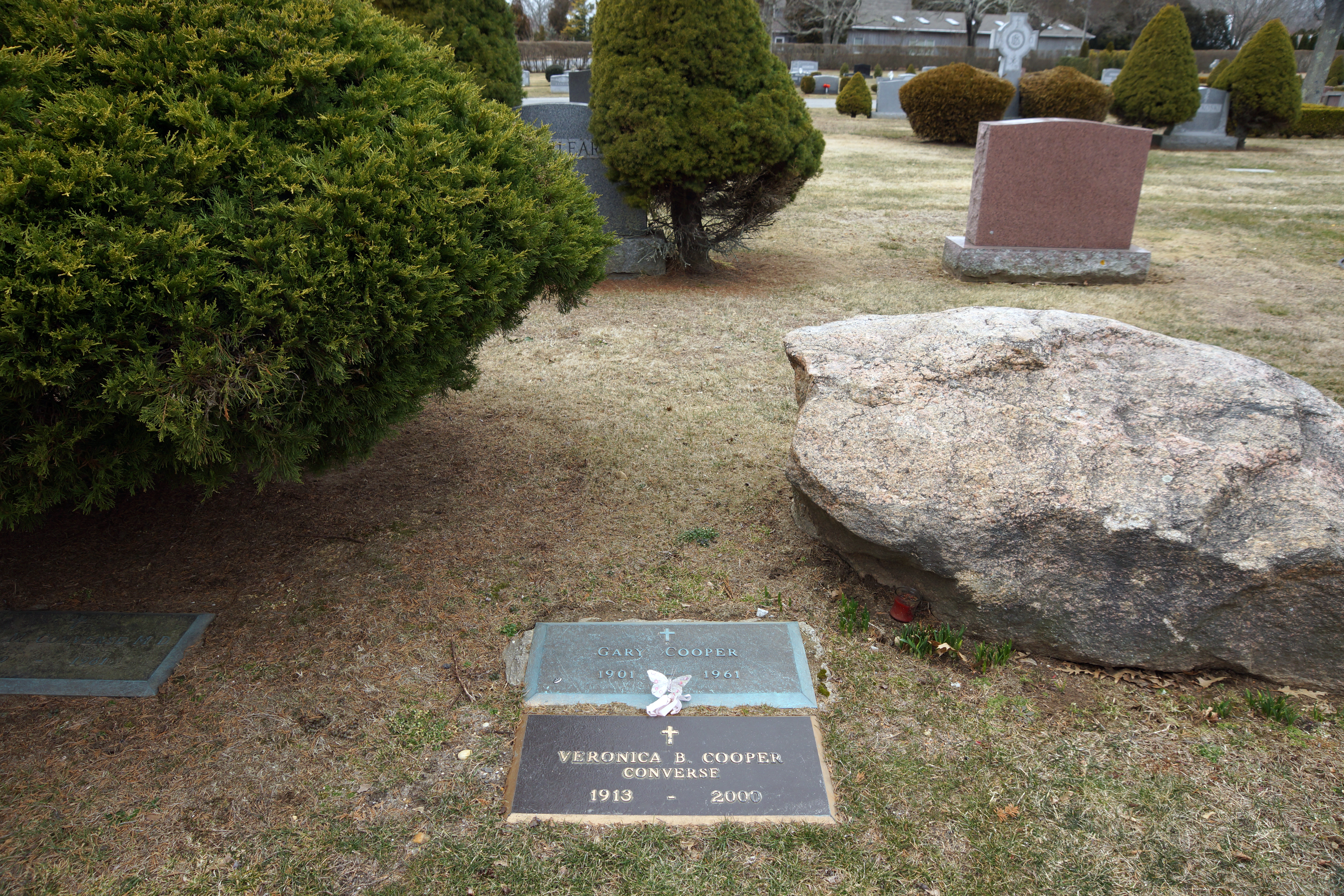
Могила Купера на кладбище Священных сердец в Саутгемптоне, Нью-Йорк

14 апреля 1960 года Купер перенес операцию в Массачусетской больнице общего профиля в Бостоне по причине агрессивной формы рака предстательной железы, которая дала метастазы в толстую кишку. 31 мая он снова заболел и в начале июня перенес ещё одну операцию в больнице Ливана в Лос-Анджелесе, чтобы удалить злокачественную опухоль в кишечнике. После выздоровления в течение лета Купер повез свою семью в отпуск на юг Франции, а осенью отправился в Великобританию, чтобы сняться в фильме «Обнаженный край». В декабре 1960 года он работал над документальным фильмом «Настоящий Запад». 27 декабря его жена узнала от их семейного врача, что рак Купера распространился на легкие и кости и стал неоперабельным. Его семья решила не сообщать ему об этом сразу.
9 января 1961 года Купер присутствовал на ужине, данном в его честь Фрэнком Синатрой и Дином Мартином в клубе Friars. На ужине присутствовали многие из его друзей по индустрии и завершился он краткой речью Купера, он сказал: Единственное достижение, которым я горжусь ― это друзья, которых я завел в этом сообществе.
В середине января Купер повез свою семью в Сан-Вэлли на их последний совместный отпуск. 27 февраля, вернувшись в Лос-Анджелес, Купер узнал, что умирает. В своем последнем публичном заявлении 4 мая 1961 года Купер сказал: Я знаю, что на все воля Божья. Я не боюсь будущего. Он прошёл последние обряды в пятницу и тихо скончался на следующий день 13 мая.
18 мая в церкви Доброго пастыря состоялась панихида, на которой присутствовали многие друзья Купера, в том числе Джеймс Стюарт, Джек Бенни, Генри Хэтэуэй, Джоэл Маккри, Одри Хепбёрн, Джек Л. Уорнер, Джон Форд, Джон Уэйн, Эдвард Г. Робинсон, Фрэнк Синатра, Дин Мартин, Фред Астер, Рэндольф Скотт, Уолтер Пиджен, Боб Хоуп и Марлен Дитрих. Купер был похоронен в гроте Лурдской Богоматери на кладбище Святого Креста в Калвер-Сити, Калифорния. В мае 1974 года, после того как его семья переехала в Нью-Йорк, останки Купера были эксгумированы и перезахоронены на кладбище Святых Сердец в Саутгемптоне. Его могила отмечена трехтонным валуном из Монтокского карьера.

## Фильмография
| Год  |   | Русское название               | Оригинальное название        | Роль                     |
| ---- | - | ------------------------------ | ---------------------------- | ------------------------ |
| 1925 | ф | Подкова на счастье             | The Lucky Horseshoe          | эпизод                   |
| 1925 | ф | Бен-Гур: история Христа        | Ben-Hur                      |                          |
| 1927 | ф | Это                            | It                           | газетный репортёр        |
| 1927 | ф | Крылья                         | Wings                        | кадет Уайт               |
| 1930 | ф | Марокко                        | Morocco                      | легионер Том Браун       |
| 1931 | ф | Городские улицы                | City Streets                 | Кид                      |
| 1931 | ф | Его женщина                    | His Woman                    | капитан Сэм Уэйлен       |
| 1931 | ф | Украденные драгоценности       | The Stolen Jools             | редактор газеты          |
| 1932 | ф | Прощай, оружие!                | A Farewell to Arms           | лейтенант Фредерик Генри |
| 1933 | ф | Алиса в Стране чудес           | Alice in Wonderland          | Белый Конь               |
| 1933 | ф | Серенада трёх сердец           | Design for Living            | Джордж Кёртис            |
| 1936 | ф | Желание                        | Desire                       | Том Брэдли               |
| 1936 | ф | Мистер Дидс переезжает в город | Mr. Deeds Goes to Town       | Лонгфеллоу Дидс          |
| 1936 | ф | Человек с равнины              | The Plainsman                | Дикий Билл Хикок         |
| 1938 | ф | Приключения Марко Поло         | The Adventures of Marco Polo | Марко Поло               |
| 1938 | ф | Восьмая жена Синей Бороды      | Bluebeard's Eighth Wife      | Майкл Брэндон            |
| 1940 | ф | Человек с Запада               | The Westerner                | Коул Харден              |
| 1941 | ф | Сержант Йорк                   | Sergeant York                | Элвин Йорк               |
| 1941 | ф | С огоньком                     | Ball of Fire                 | профессор Бертрам Поттс  |
| 1941 | ф | Познакомьтесь с Джоном Доу     | Meet John Doe                | Джон Доу                 |
| 1942 | ф | Гордость янки                  | The Pride of the Yankees     | Лу Гериг                 |
| 1943 | ф | По ком звонит колокол          | For Whom the Bell Tolls      | Роберт Джордан           |
| 1947 | ф | Непобеждённый                  | Unconquered                  | капитан Кристофер Холден |
| 1949 | ф | Источник                       | The Fountainhead             | Говард Роарк             |
| 1950 | ф | Даллас                         | Dallas                       | Блэйд Холлистер          |
| 1951 | ф | Далёкие барабаны               | Distant Drums                | Куинси Уайатт            |
| 1952 | ф | Ровно в полдень                | High Noon                    | Уилл Кейн                |
| 1952 | ф | Винтовка Спрингфилда           | Springfield Rifle            | Алекс «Лекс» Кирни       |
| 1954 | ф | Веракрус                       | Vera Cruz                    | Бенджамин Трейн          |
| 1956 | ф | Дружеское увещевание           | Friendly Persuasion          | Джесс Бёрдуэлл           |
| 1957 | ф | Любовь после полудня           | Love in the Afternoon        | Фрэнк Флэннаган          |
| 1958 | ф | Человек с Запада               | Man of the West              | Линк Джонс               |

### на английском языке
- Arce, Hector. Gary Cooper: An Intimate Biography (англ.). — New York: William Morrow and Company, 1979. — ISBN 978-0-688-03604-1.
- Baker, Carlos[англ.]. Ernest Hemingway: A Life Story (англ.). — New York: Charles Scribner and Sons, 1969. — ISBN 978-0-02-001690-8.
- Benson, Nigel. Dunstable in Detail (англ.). — Dunstable, Bedfordshire, UK: The Book Castle, 1986. — ISBN 978-0-9509773-2-4.
- Carpozi Jr., George. The Gary Cooper Story (англ.). — New Rochelle, New York: Arlington House, 1970. — ISBN 978-0-87000-075-1.
- Conrad, Joseph. Lord Jim (англ.). — New York: Alfred A. Knopf[англ.]*, 1992. — ISBN 978-0-679-40544-3.
- Dickens, Homer. The Films of Gary Cooper (англ.). — New York: Citadel Press[англ.], 1970. — ISBN 978-0-8065-0010-2.
- Hanks, Patrick; Hodges, Flavia. A Dictionary of First Names (англ.). — New York: Oxford University Press, 2003. — ISBN 978-0-19-211651-2.
- Hoffmann, Henryk. Western Movie References in American Literature (англ.). — Jefferson, North Carolina: McFarland & Company, 2012. — ISBN 978-0-7864-6638-2.
- Janis, Maria Cooper. Gary Cooper Off Camera: A Daughter Remembers (англ.). — New York: Harry N. Abrams, Inc.[англ.], 1999. — ISBN 978-0-8109-4130-4.
- Jordan, David M. FDR, Dewey, and the Election of 1944 (неопр.). — Bloomington: Indiana University Press, 2011. — ISBN 978-0-253-00970-8.
- Kaminsky, Stuart[англ.]. Coop: The Life and Legend of Gary Cooper (англ.). — New York: St. Martin’s Press, 1979. — ISBN 978-0-312-16955-8.
- McGilligan, Patrick. Alfred Hitchcock: A Life in Darkness and Light (англ.). — New York: Regan Books, 2003. — ISBN 978-0-06-039322-9.
- Meyers, Jeffrey. Gary Cooper: American Hero (англ.). — New York: William Morrow, 1998. — ISBN 978-0-688-15494-3.
- Owens, Robert. Medal of Honor: Historical Facts and Figures (англ.). — Nashville: Turner Publishing[англ.], 2004. — ISBN 978-1-56311-995-8.
- Rainey, Buck. Those Fabulous Serial Heroines: Their Lives and Films (англ.). — Lanham, Maryland: Scarecrow Press, 1990. — ISBN 978-0-8108-1911-5.
- Roberts, Randy; Olson, James S. John Wayne: American (англ.). — Lincoln, Nebraska: Bison Books[англ.], 1997. — ISBN 978-0-8032-8970-3.
- Schickel, Richard[англ.]. Introduction // Gary Cooper (англ.). — Boston: Little, Brown and Company, 1985. — (Legends). — ISBN 978-0-316-77307-2.
- Selznick, David O. Memo from David O. Selznick (англ.) / Rudy Behlmer[англ.]. — New York: Modern Library[англ.], 2000. — ISBN 978-0-375-75531-6.
- Shearer, Stephen Michael. Patricia Neal: An Unquiet Life (англ.). — Lexington, Kentucky: The University Press of Kentucky, 2006. — ISBN 978-0-8131-2391-2.
- Swindell, Larry. The Last Hero: A Biography of Gary Cooper (англ.). — New York: Doubleday, 1980. — ISBN 978-0-385-14316-5.
- Wayne, Jane Ellen. Cooper's Women (англ.). — New York: Prentice Hall Press, 1988. — ISBN 978-0-13-172438-9.